# Aspilia kotschyi
Aspilia kotschyi là một loài thực vật có hoa trong họ Cúc. Loài này được (Sch.Bip. ex Hochst.) Oliv. mô tả khoa học đầu tiên năm 1873.